# Austrovates
Austrovates, es un género de las mantis, de la familia Mantidae, del orden Mantodea. Es originario de Australia.

## Especies
- Austrovates papua
- Austrovates variegata